# Каљијано (Леко)
Каљијано је насеље у Италији у округу Леко, региону Ломбардија.
Према процени из 2011. у насељу је живело 81 становника. Насеље се налази на надморској висини од 638 м.